# Qmusic (Pays-Bas)
Pour l’article homonyme, voir Qmusic.
Qmusic, anciennement typographié Q-music, est une station de radio privée néerlandaise, créée en 2005 et elle diffuse généralement de la pop. 
Appartenant au groupe de médias belge De Persgroep, elle est la station sœur de Qmusic Flandre.

## Identité visuelle

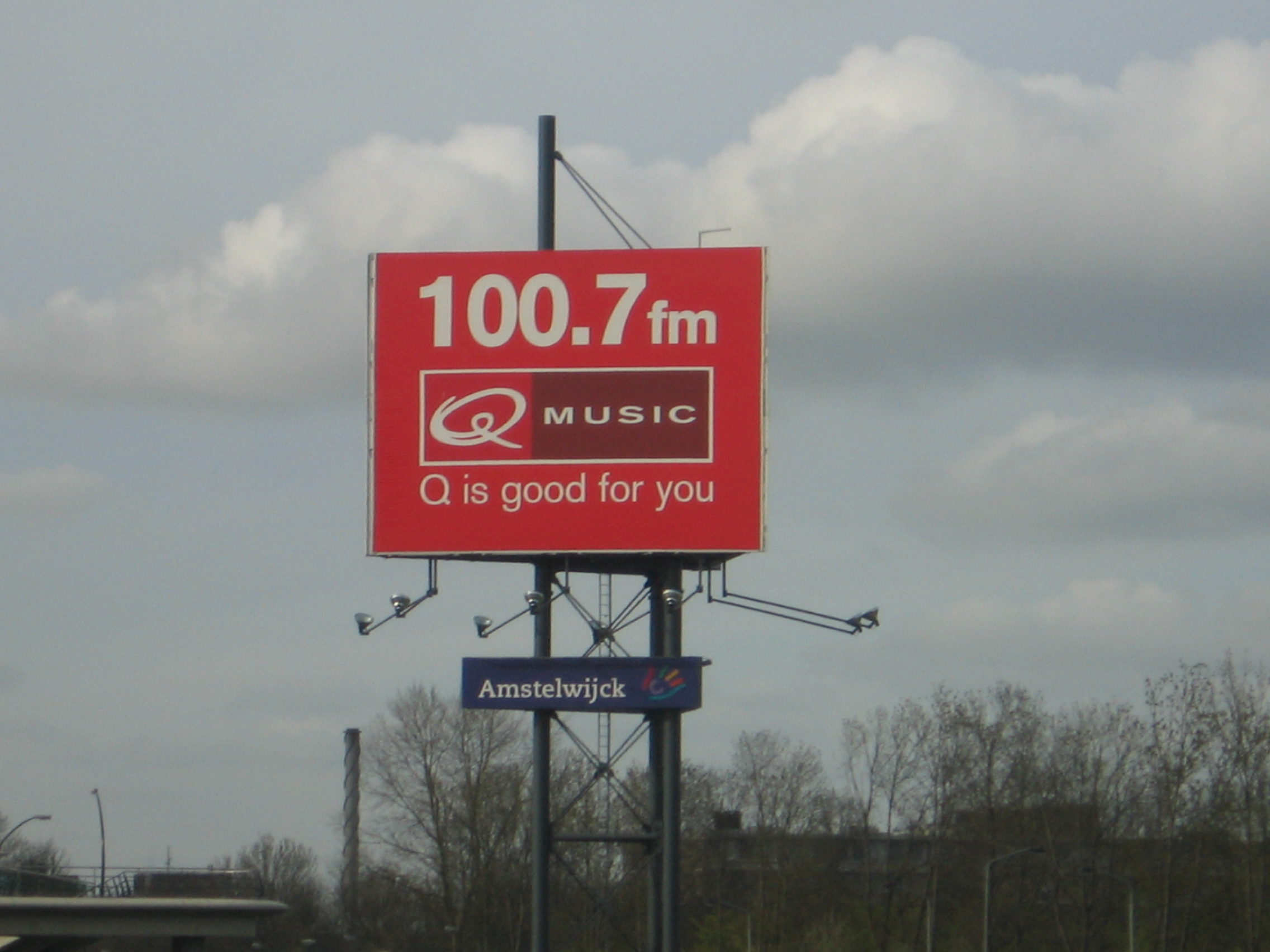
Le premier logo de Q-music, utilisé jusqu'en 2008, sur une affiche publicitaire en avril 2006 aux Pays-Bas.

### Logotype

Logo de Q-music du 3 janvier 2011 à 31 août 2015
Logo de Qmusic depuis le 31 août 2015

### Slogans
- de 2005 à 2015 : « Q Is Good for You »
- depuis 2015 : « You Make Us Q »

## Diffusion
Qmusic peut être capté, sur la bande FM, à l'échelle nationale des Pays-Bas et près de la frontière néerlandaise en Belgique et en Allemagne. Qmusic est également diffusé en radiodiffusion numérique (DAB+) et sur Internet en flux.